# かよわきエナジー
『かよわきエナジー』は、GOING UNDER GROUNDのアルバム。ビクターエンタテインメントのレーベルHAPPYHOUSEよりより2001年10月24日発売。

## 概要
メジャーデビュー後初のオリジナルアルバムである。インディーズ期のプロデューサー上田ケンジの元を一旦離れてのセルフプロデュースの作品（「アロー」のみ共同プロデュース）。ジャケットイラストは宮尾和孝が手掛けた。
本作発売後の2001年11月7日から12月21日にかけて本作のリリースツアー「GOING UNDER GROUND TOUR “ORETABI 2001”」が全7公演行われた。当時のドキュメント映像が「『TOUR ORETABI 2001』ドキュメント」と題して公式YouTubeチャンネルで2013年に公開されている。
また、本作発売から20年後の2021年10月には発売20周年を記念したライブ「"かよわきエナジー" 20th anniversary LIVE!」を渋谷WWWで行った。

## 解説
本作は、インディーズ時代に制作した楽曲をほぼすべてリリースし終えてデビューし、ストック曲がなかったために、平塚のスタジオで楽曲制作合宿を行って制作された。そのため、コンセプトを立てて制作したわけではなく、セッションを通じて出来上がった曲を組み立てた結果完成したアルバムであるとボーカルの松本素生が語っている。
松本は2016年時点のインタビューにおいて、本作を「初期衝動の塊」と評し、また、2018年時点のインタビューにおいては、作品には「自分たちの匂い」とも呼べるものがあるとしたうえで、本作について「メジャーのファースト『かよわきエナジー』には、むせかえるような匂いがある」と回顧している。

## 評価
2018年11月22日に放送されたテレビ朝日系「アメトーーク!」の〈一人遊び大好き芸人〉の回において、メンバーと親交があり、シングル「いっしょに帰ろう」のジャケットやMVに出演したことのある劇団ひとりが、自分の世界に入り込むために「かよわきエナジー～Take Me Home, Country Roads」を聞いている様子が取り上げられた。

## 収録曲
| #         | タイトル                                          | 作詞                                             | 作曲                                             | 時間  |
| --------- | ------------------------------------------------- | ------------------------------------------------ | ------------------------------------------------ | ----- |
| 1.        | 「ある日、忘れものをとりに」                      |                                                  | 河野丈洋                                         | 2:25  |
| 2.        | 「グラフティー (album mix)」                      | 松本素生                                         | 松本素生                                         | 3:23  |
| 3.        | 「センチメント・エキスプレス」                    | 松本素生                                         | 松本素生                                         | 3:38  |
| 4.        | 「雨の樹」                                        | 河野丈洋                                         | 河野丈洋                                         | 3:48  |
| 5.        | 「凛」                                            | 河野丈洋、松本素生                               | 河野丈洋、松本素生                               | 4:49  |
| 6.        | 「カール」                                        | 松本素生                                         | 中澤寛規、河野丈洋                               | 3:50  |
| 7.        | 「ショート バケイション」                         | 中澤寛規、松本素生                               | 中澤寛規、松本素生                               | 3:04  |
| 8.        | 「かよわきエナジー～Take Me Home, Country Roads」 | Bill Danoff、John Denver、Taffy Nivert、松本素生 | Bill Danoff、John Denver、Taffy Nivert、松本素生 | 4:51  |
| 9.        | 「ボーイズライフ」                                | 松本素生                                         | 松本素生                                         | 5:00  |
| 10.       | 「アロー」                                        | 河野丈洋、松本素生                               | 河野丈洋、松本素生                               | 5:33  |
| 11.       | 「俺たちの旅」                                    | 松本素生                                         | 松本素生                                         | 5:19  |
| 12.       | 「521」                                           | 松本素生                                         | 松本素生                                         | 1:43  |
| 合計時間: | 合計時間:                                         | 合計時間:                                        | 合計時間:                                        | 47:23 |

### 楽曲解説
1. ある日、忘れものをとりに
インストゥルメンタル。
2. グラフティー (album mix)
1stシングル。シングルとは、イントロのギターストローク部分をカットした、ミックスの異なるバージョンが収録されている。ベストアルバム『BEST OF GOING UNDER GROUND with YOU』には本作収録バージョンが収録されている。
3. センチメント・エキスプレス
2ndシングル。
4. 雨の樹
5. 凛
1stシングルカップリング曲。
6. カール
7. ショート バケイション
中澤がメインボーカルをとっている。
8. かよわきエナジー～Take Me Home, Country Roads
松本が金曜ロードショーで見たアニメ映画「耳をすませば」に感銘を受けて作った楽曲であり、同映画の主題歌の原曲である「Take Me Home, Country Roads」のメロディーを組み込んで構成している。当時地元を離れて上京し、慣れない東京暮らしに疲弊していた松本にとっての「暮らすには何不自由ない街だけど、これと言った特色もない退屈な街」である故郷・桶川市をモチーフにしている[6]。ライブイベント「ロックロックこんにちは!」出演時の演奏映像を元にしたMVが制作された。
9. ボーイズライフ
10. アロー
インディーズ時代最後のシングル。
11. 俺たちの旅
12. 521

## 参加ミュージシャン
- 新井剛 - バイオリン（「ある日、忘れものをとりに」「雨の樹」）

## 関連書籍
- バンドスコア GOING UNDER GROUND かよわきエナジー（シンコーミュージック、2002年7月18日）

## セルフカバー
本作の発売から17年後の2018年に、バンドのCDデビュー20周年を記念して、本作をアコースティックアレンジ主体でリアレンジしたセルフカバーアルバム『かよわきエナジー 2018〜forevergreen〜』をライブ会場及び公式通販サイトにて発売し、同年4月8日にはBillboard Live TOKYOにて同作の発売記念ライブを行った。